# Mayrton Bahia
Mayrton Villa Bahia (Niterói, 2 de junho de 1956) é um produtor musical, multi-instrumentista e professor brasileiro.
Produziu gravações de diversos artistas, especialmente da Legião Urbana, em que contribuiu em seis oportunidades. Tendo trabalhado para EMI e Polygram, tornou-se produtor independente, com o selo Radical Records.
Professor e coordenador do Instituto Politécnico da Universidade Estácio de Sá.
Atualmente atua como professor e coordenador do curso de Tecnólogo em Produção Fonográfica no campus Maracanã da Universidade Estácio de Sá.

## Lista de álbuns produzidos
- 1980 - Elis (Elis Regina)
- 1985 - Choque (Kiko Zambianchi)
- 1986 - Dois (Legião Urbana)
- 1986 - Grande Coisa (Premeditando o Breque)
- 1986 - Quadro Vivo (Kiko Zambianchi)
- 1987 - Que País É Este 1978/1987 (Legião Urbana)
- 1989 - As Quatro Estações (Legião Urbana)
- 1991 - V (Legião Urbana)
- 1993 - O Descobrimento do Brasil (Legião Urbana)
- 1993 - Tigres de Bengala (Tigres de Bengala)
- 1994 - A Fábrica do Poema (Adriana Calcanhotto)
- 1995 - Nostalgia da Modernidade (Lobão)[4]
- 1998 - Mais do Mesmo (coletânea) (Legião Urbana)